# Coppa del Mondo Under-18 3x3 2017
La Coppa del Mondo Under-18 3x3 2017 si sono svolti a Chengdu, in Cina, 28 giugno al 2 luglio 2017.

## Risultati
| Evento           | Oro         | Argento     | Bronzo   |
| Torneo maschile  | Belgio      | Paesi Bassi | Slovenia |
| Torneo femminile | Stati Uniti | Rep. Ceca   | Russia   |

## Medagliere
| Posiz. | Nazione     | Oro | Argento | Bronzo | Totale |
| ------ | ----------- | --- | ------- | ------ | ------ |
| 1      | Belgio      | 1   | 0       | 0      | 1      |
| 1      | Stati Uniti | 1   | 0       | 0      | 1      |
| 3      | Paesi Bassi | 0   | 1       | 0      | 1      |
| 3      | Rep. Ceca   | 0   | 1       | 0      | 1      |
| 5      | Russia      | 0   | 0       | 1      | 1      |
| 5      | Slovenia    | 0   | 0       | 1      | 1      |
| Totale | Totale      | 2   | 2       | 2      | 6      |